# Спортивная честь
«Спортивная честь» — советский фильм киностудии «Мосфильм», снятый режиссёром Владимиром Петровым в 1951 году.

## Сюжет
Тоня, сестра знаменитого футболиста Виталия Гринько, слишком утомлена популярностью брата и в шутку грозится переменить фамилию на первую попавшуюся, например, Ветлугину. Именно в это время в московскую стахановскую школу приезжает для обмена опытом молодой уральский токарь и один из лучших заводских футболистов Николай Ветлугин.

## В ролях
- Алексей Грибов — Пётр Семенович Гринько
- Геннадий Сергеев — капитан футбольной команды ДСО «Турбина» Виталий Петрович Гринько
- Маргарита Лифанова — Тоня Гринько, студентка-художница
- Лев Фричинский — Николай Ветлугин
- Николай Крючков — Иван Николаевич, тренер команды «Турбина»
- В. Зотова — Валя, подруга Тони, студентка-художница
- Владимир Владиславский — босс футбольной команды «Shorty»
- Борис Ситко —Суриков, руководитель ДСО «Турбина»
- Анастасия Зуева — Екатерина Николаевна Гринько, мать Виталия и Тони
- Вадим Синявский — футбольный радиокомментатор (камео)
- Лев Фенин — пастор

В фильме снимались известные футболисты 1950-х годов:
- Михаил Семичастный
- Михаил Антоневич
- Борис Кочетов
- Александр Малявкин
- Всеволод Радикорский
- Валентин Бобычев (хоккеист, играл в футбол за дубль московского «Динамо»)
- Виктор Климович (хоккеист, играл в футбол за дубль московского «Динамо»)
- Мирослав Турко («Спартак» Львов)
- Владимир Ханенко («Спартак» Львов) [1]

В эпизодической роли Платона Платоновича снялся будущий поэт-песенник Николай Добронравов (нет в титрах).

## Съёмочная группа
- Петров, Владимир Михайлович (режиссёр)
- Художник по костюмам: Валентин Перелётов

## Критика
По мнению руководителя советской кинематографии И. Г. Большакова, даже на фоне не отличавшихся высоким качеством фильмов о спорте первых послевоенных лет «особенно неудачен был фильм „Спортивная честь“».
Один из представителей официального советского киноведения Александр Грошев резко критиковал фильм. Он указывал: «Грубое нарушение жизненной правды допустили авторы фильма „Спортивная честь“. Вскрывая причины неудач этого фильма, „Правда“ писала: „Вместо того чтобы отобрать для пьесы или фильма наиболее значительное, типичное и на этом материале строить сюжет, авторы берут часто банальную схему конфликта, основанную на мелочных, случайных недоразумениях между действующими лицами“».
И. Масеев считал, что авторы фильма «стремясь осудить индивидуализм и зазнайство Виталия Гринько, … утратили чувство меры и настолько выпячивают во всей композиции фильма этот персонаж на роль главной фигуры, что тема спортивной чести вытесняется переживаниями себялюбца и карьериста».
Кроме претензий к шаблонности сюжета, прозвучали обвинения в клевете: «Как могли допустить клевету на советских футболистов консультанты фильма „Спортивная честь“ Л. Чернышев и М. Семичасный? Их же товарищи, А. Гринин и В. Никаноров, вынуждены были выступить в газете „Советский спорт“ с протестом против этого фильма».
Киновед Ростислав Юренев написал, что фильм знаменует «самую низкую точку падения советской кинокомедии», причём «комедией этот фильм не называли ни авторы, ни рецензенты, ни зрители». Кинокритик Людмила Погожева считала, что комедия «Спортивная честь» «справедливо была оценена как творческая неудача сценариста и режиссёра».